# Rumilly (Górna Sabaudia)
Rumilly – miejscowość i gmina we Francji, w regionie Owernia-Rodan-Alpy, w departamencie Górna Sabaudia.
W obrębie tej miejscowości rzeka Chéran uchodzi do rzeki Fier.

## Demografia

Populacja Rumilly w latach 1962–2008

Według danych na rok 1990 gminę zamieszkiwało 9991 osób, a gęstość zaludnienia wynosiła 592 osób/km² (wśród 2880 gmin regionu Rodan-Alpy Rumilly plasuje się na 69. miejscu pod względem liczby ludności, natomiast pod względem powierzchni na miejscu 657.).